# عطلة في الشمس
عطلة في الشمس (بالإنجليزية: Holiday in the Sun)‏ هو فيلم كوميديا تم إنتاجه في الولايات المتحدة سنة 2001. إخراج ستيف بيرسال وبطولة ماري كيت اولسن، اشلي اولسن، ويندي شال وميغان فوكس.

## بطولة
- ماري كيت اولسن
- اشلي اولسن
- ويندي شال
- ميغان فوكس

## وصلات خارجية
- Holiday In The Sun
- عطلة في الشمس على موقع IMDb (الإنجليزية)
- عطلة في الشمس على موقع روتن توميتوز (الإنجليزية)
- عطلة في الشمس على موقع نتفليكس (الإنجليزية)
- عطلة في الشمس على موقع ألو سيني (الفرنسية)
- عطلة في الشمس على موقع Turner Classic Movies (الإنجليزية)
- عطلة في الشمس على موقع أول موفي (الإنجليزية)
- عطلة في الشمس على موقع فيلمافينيتي (الإسبانية)
- عطلة في الشمس على موقع قاعدة بيانات الأفلام السويدية (السويدية)
- عطلة في الشمس على موقع قاعدة بيانات الفيلم (الإنجليزية)
- عطلة في الشمس على موقع ليتربوكسد (الإنجليزية)